# Ozyptila scabricula
Ozyptila scabricula (лат.) — вид пауков семейства Пауки-бокоходы (Thomisidae). Встречается в западной и южной Европе, на Кавказе и в Азии: Китай, Корея, Центральная Азия. Активны с апреля по сентябрь. Длина тела самцов от 2 до 3 мм, самки до 4,8 мм. Основная окраска коричневая со светлыми и тёмными отметинами (просома одноцветная темно-коричневая).
Голени первой пары ног вентрально с двумя парами шипов; волоски заострённые или булавовидные. Педипальпы самцов с тегулярным апофизом, эпигинум с чехлом. Первые две пары ног развёрнуты передними поверхностями вверх, заметно длиннее ног третьей и четвёртой пар. Паутину не плетут, жертву ловят своими видоизменёнными передними ногами.